# یواس‌اس نیبلاک (دی‌دی-۴۲۴)
یواس‌اس نیبلاک (دی‌دی-۴۲۴) (به انگلیسی: USS Niblack (DD-424)) یک کشتی بود که طول آن ۳۴۸ فوت ۳ اینچ (۱۰۶٫۱۵ متر) بود. این کشتی در سال ۱۹۴۰ ساخته شد.